# Microregione di Jaguarão
Jaguarão è una microregione del Rio Grande do Sul in Brasile, appartenente alla mesoregione di Sudeste Rio-Grandense.
È una suddivisione creata puramente per fini statistici, pertanto non è un'entità politica o amministrativa.

## Comuni
È suddivisa in 4 comuni:
- Arroio Grande
- Herval
- Jaguarão
- Pedras Altas